# قصيدة الغراب

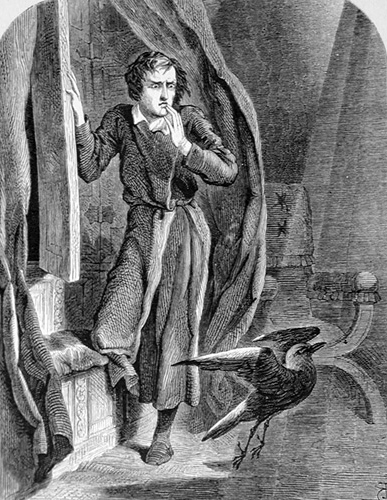
قصيدة الغراب تحكي عن زيارة غراب إلى راوي حزين

الغراب (بالإنجليزية: The Raven)‏ هي قصيدة سردية كتبها الشاعر الأمريكي إدغار آلان بو وقد تم نشرها لأول مرة في يناير 1845. تحكي القصيدة عن زيارة غراب مُتكلم وغامض إلى عاشق مضطرب وتتبع القصيدة شعور العاشق حتى أصابته بالجنون. يتباكى العاشق على عشيقته لينور بينما يجلس الغراب على تمثال لأثينا ويؤجج مشاعر العاشق الحزينة بترديده لكلمة (ليس بعد اليوم) Nevermore. وتستخدم القصيدة عدداً من القصص الشعبية والكلاسيكية.
تم نشر قصيدة الغراب لأول مرة في 29 يناير 1845 وقد كان لنشرها تأثيراً كبيراً على إدغار آلان بو حيث جعلته أكثر شعبية على الرغم أنها لم تجعله أفضل من الناحية المادية. وُتعتبر القصيدة أحد أشهر القصائد الأمريكية التي تمت كتابتها.

## الملخص
يحكي مجهول في قصيدة الغراب عن نفسه في إحدى ليالي شهر ديسمبر وتبدأ الحكاية وهو يقرأ كتاباً عن «المعارف المنسية» لنسيان حبه المفقود (لينور) حيث يسمعُ طرقاً على الباب ولكنه لا يجد أحداً عند فتحه. بعد ذلك يسمع طرقاً أعلى ولكن على النافذة وعندما يذهب للتحقق من الطرق يتفاجأ بدخول غراب إلى غرفته. ينزل الغراب على تمثال لأثينا فوق باب الغرفة.